# Forever (杉本竜一の曲)
『Forever』（フォーエバー）は、杉本竜一が作詞・作曲した楽曲で、小中学校でも歌われる定番合唱曲として人気がある。
2011年以後、音楽の教科書にも何度か掲載されている。
合唱曲としても有名であるが、何人もの作曲家や編曲家が音楽教材用にアレンジしている。

## 卒業式定番
卒業式で卒業生を式歌斉唱することもある。
合唱コンクールや卒業生励ます会でも歌うこともある。